# 僕固部

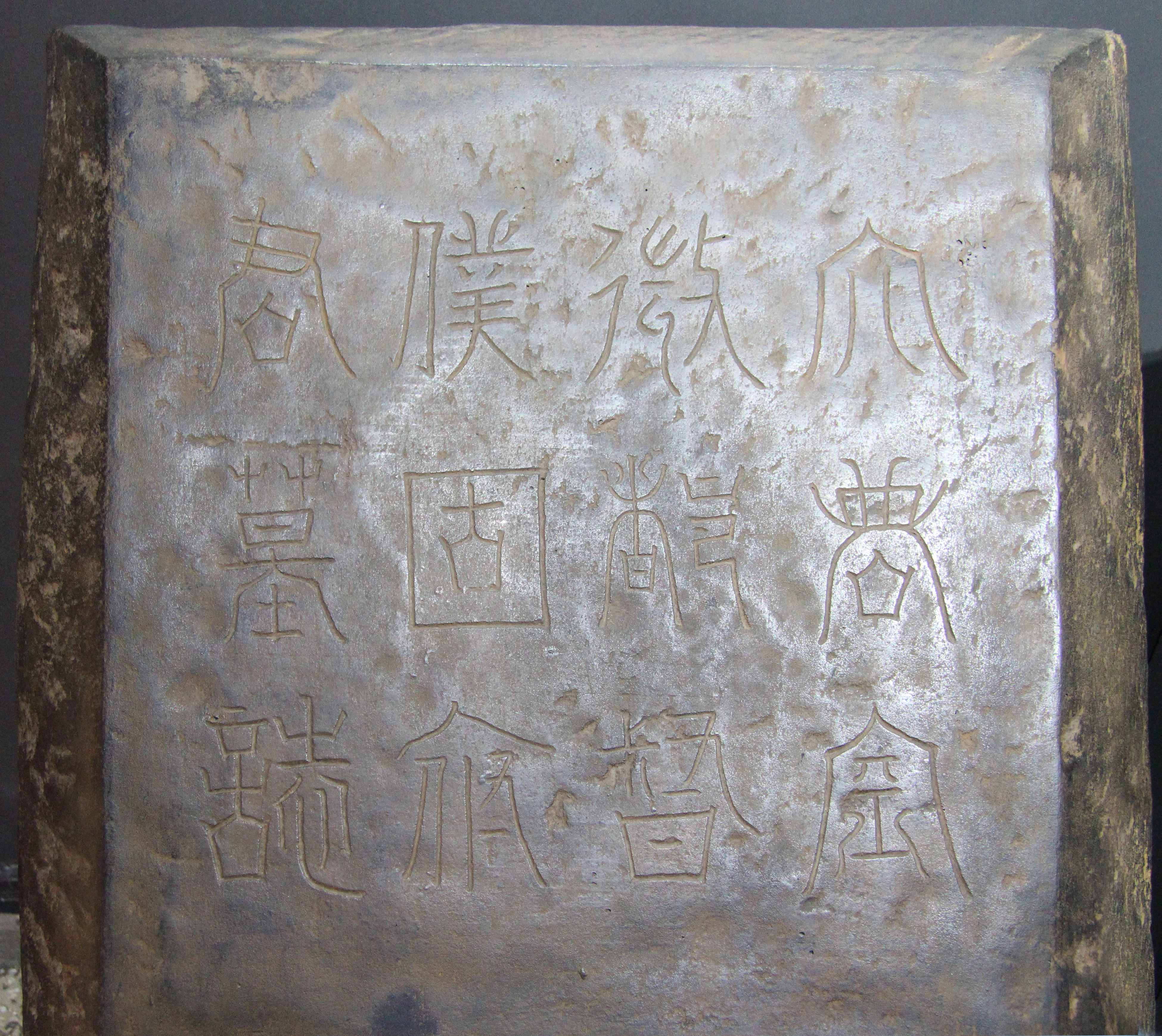
僕固乙突（635-678年）墓志

僕固部，又譯僕骨部，蒙古高原古代遊牧部落，分支自原始突厥族，是九姓鐵勒之一，其首領頭銜是俟斤（或俟利发）。原附屬於东突厥與薛延陀，後歸附唐朝。

## 历史
僕固部本是突厥時代（6—8世紀）九姓鐵勒中實力較強的一部，其出現時間約在柔然統治的後期，在隋唐時期開始崛起，進而成為影響蒙古高原游牧民族與中原王朝實力平衡的一支重要力量。僕固居地約在鄂爾渾河以東，同羅水（今蒙古国色楞格省东南哈拉河）南，土拉河以北，肯特山以西的區域內。早期僕固部處於柔然的控制下，突厥汗國崛起後將其征服。薛延陀汗國覆滅後，其首領娑匐俟利發「歌濫拔延」南下歸附唐朝，唐以其部置金微州，任命其首領歌濫拔延為右武衛大將軍、都督。歌濫拔延孫僕固懷恩在安史之亂時在郭子儀手下為將，曾借兵回紇。僕固部另有一部留于故地，后融入回鶻汗國，高昌回鶻的创立者僕固俊可能便是僕固部后裔。
现代考古发现了几个与仆固部首领有关的墓葬，除了仆固乙突墓外，蒙古国布尔干省巴彦诺尔苏木东北的乌兰克热姆（羅馬化：Ulaan Kherem）还发现了“巴彦诺尔墓”，由于没有墓志铭，不能确定墓主人的身份，推测可能属于归附唐朝的首位都督「歌濫拔延」。

## 世系表[4]
| 名           | 世代 | 生卒年代                 | 官号与封号                                          | 在位年代             | 备注                      |
| ------------ | ---- | ------------------------ | --------------------------------------------------- | -------------------- | ------------------------- |
| 歌滥拔延     | 一世 | 不详                     | 右武卫大将军 金微州都督                             | 647-不详             | 646年归唐                 |
| 思匍（思兀） | 二世 | 不详-657年或少稍前不久   | 金微州都督                                          | 不详-657年或稍前不久 |                           |
| 仆固乙突     | 三世 | 635-678年                | 右骁卫大将军 金微州都督 上柱国 林中县开国公         | 657稍前不久-678年    |                           |
| 不详         | 四世 | 不详-686年               | 金微州都督                                          | 678-686 年           | 686年叛唐、被唐军所杀     |
| 设支         | 五世 | 不详-不详                | 金微州都督                                          | 686-不详             | 714归唐                   |
| 曳勒歌       | 六世 | 不详-720年以前           | 充大武军右军讨击大使 金微州都督                     | 不详                 |                           |
| 勺磨         | 七世 | 不详-741年以前           | 金微州都督                                          | 720年以前-741年以前  | 720年被唐安置于受降城附近 |
| 乙李啜拔     | 八世 | 不详-756以前             | 金微州都督                                          | 741年以前至756年以前 | 720年任后东突厥汗国东叶护 |
| 仆固怀恩     | 九世 | 716年-718年间生，765年卒 | 尚书左仆射兼中书令 河北副元帅 朔方节度使 金微州都督 | 756年以前至765年     | 756年唐使身份出使回纥国   |

## 延伸阅读
[在维基数据编辑]
 《欽定古今圖書集成·明倫彙編·氏族典·僕固姓部》，出自陈梦雷《古今圖書集成》